# Distretto di Antsirabe II
Il distretto di Antsirabe II è un distretto del Madagascar situato nella regione di Vakinankaratra.
La popolazione è pari a 385 031 abitanti (censimento 2011)